# 鲁达 (乌迪内省)
鲁达（義大利語：Ruda）是意大利弗留利-威尼斯朱利亚大区乌迪内省的市镇。总面积18.8平方公里，人口3001人，人口密度159.6人/平方公里（2009年）。ISTAT代码为030098。